# 2025年の航空
2024年の航空 - 2025年の航空 - 2026年の航空
2025年の航空（2025ねんのこうくう）では、2025年（令和7年）の航空業界、航空交通の状態やできごとをまとめる。

## 概観（通年）

### 旅客航空
航空の業界団体IATAが2025年6月2日に公表した数値によると、世界の旅客需要（RPK）は前年比 +5.8％ 成長と予想され、2025年は約50億人（5.0 billion）になり、史上最多となる見通し。
旅客収益は6930億ドルと予測され、前年比＋1.6％で過去最高水準。これは、旅客単価（航空券＋手数料含む）が 前年比–4％ 減少しつつも、需要増により総収益が伸びる構図となっている。

### 貨物航空
本年の貨物航空（エアカーゴ）の総貨物トンキロは+6 %の成長予測。長期的には拡大基調ではあるが中期的にはやや落ち着きを見せている状態にある 。貨物航空の収益は約1,420億ドル見込みで、前年より4.7 %減とやや縮小。 

### SAFの利用
IATAが2025年6月に公表した数字によると、2025年のSAF（持続可能な航空燃料）の生産量は約200万トン（約25 億リットル）で、旅客＋貨物合わせた航空燃料全体の0.7 ％に相当。
EUとイギリスでのSAF義務割合
EU（欧州連合）は2025年から持続可能な航空燃料（SAF）について義務化する制度「ReFuelEU Aviation」が制定されており、本年は2%のSAF使用が義務である（ちなみに、2030年には6%、2035年20%、2040年34%...と義務の割合がすでに決められている）。これは欧州委員会の法令に基づいた制度であり、義務の対象者は、EU域内の空港に燃料を供給する燃料供給業者と、各航空会社である。
イギリスでも2025年から2%、2030年に10%、2040年に22%というSAF義務割合が法律化（国内制度）されている。
義務化された数値に航空業界が追いつこうとしているものの、現実は追いついておらず、SAFの需要の急増に対して供給が不足しておりその結果SAFの価格が高騰して、業界に強いストレスがかかっている状態である。航空業界の業界団体であるIATAの事務総長ウィリー・ウォルシュからは次のような指摘、およびEUに対する苦言ともとれる発言があった。
SAF生産が2025年に200万トンへ倍増する見込みなのは喜ばしいことですが、それでも航空業界全体の燃料需要のわずか0.7％にすぎません。そしてその少量でさえ、世界全体の燃料費を44億ドル押し上げる見通しです。生産能力の拡大やコスト削減に向けた効率化を進めるスピードを速めなければなりません。SAFの多くは現在ヨーロッパ向けに使われており、EUおよび英国の義務付けは2025年1月1日から発効しています… 2025年にEUの義務を満たすために調達される見込みのSAF 100万トンは、市場価格で12億ドルと推定されます。さらにコンプライアンス目的の手数料が17億ドルと見込まれており、EUの義務措置はSAFの価格を従来型ジェット燃料の5倍に引き上げています。この価格高騰は、十分な市場環境が整っていない段階で義務化を実施することの問題を浮き彫りにしています… 欧州はこのやり方が機能していないと認識し、別の手段を見出す必要があります。
アメリカの状況
アメリカでは今のところブレンド割合（%）義務化はされていないものの、米国政府は米国エネルギー省（DOE）、運輸省（DOT）、農務省（USDA）の共同イニシアチブという形で「SAF Grand Challenge」（SAF大挑戦）と題して、次の目標を掲げている。
- 2030年までに、SAFを毎年30億ガロン（約113億リットル）以上生産する[5]
- 2050年までに、航空燃料需要の100％をSAFで賄う（推定35億ガロン/年）[5]

2025年のアメリカではSAFの生産設備を急増させている状況であるものの、米国エネルギー情報局（EIA）の報告によると、2025年におけるアメリカのSAF混合比は「ジェット燃料消費量の2%未満（“less than 2%”）」とされている。EIAは2025年および2026年にかけてSAFの生産能力が拡大することを認めつつも、「絶対量が増えても、全体消費に占める割合は2025年に約2%、2026年も同程度」と予測している。

## 出来事・予定
- 5月15日 - グローバルエアラインが商業運航を開始した。初便はグラスゴー国際空港からジョン・F・ケネディ国際空港だった。[7][8]
- 6月4日 - カノット・シャーク航空（キュアノット・シャーク航空）が釜山（韓国 ）～タシケント（ウズベキスタン）線を開設[9][10]。
- 6月15日 - タイ・エアアジアが札幌（新千歳）～台北（桃園）（台湾）～チェンマイ（タイ）線を開設[11]。
- 6月30日 - オマーン・エアが正式にワンワールドに加盟した。[12]

### 予定
- 10月29日 - ユナイテッド航空が東京（成田）-コロール（パラオ）線を週2便で就航予定[13]。

## 航空事故
- 1月2日 - アメリカ合衆国カルフォルニア州で小型機が離陸直後に倉庫に墜落し、2名が死亡19名が負傷した[14]。
- 1月8日 - パシフィック・アビエーションが運行するセスナ402Cがコロンビア・チョコ県のフラド空港からメデジンのオラヤ・エレーラ空港に向かっている際、アンティオキア県の樹木が生い茂った山腹に墜落し、乗員乗客10名全員が死亡した[15]。
- 1月10日 - アメリカ合衆国のアトランタ空港で離陸していたデルタ航空のB757がエンジントラブルで離陸を中断した。乗客208人中4名が負傷した[16]。
- 1月28日 - 韓国の金海国際空港で離陸準備中をしていたエアプサン391便が炎上した。乗員乗客176名は全員脱出した[17]。
- 1月29日
  - アメリカ合衆国首都ワシントン近郊のロナルド・レーガン・ワシントン・ナショナル空港近くで着陸寸前のウィチタ発のアメリカン航空5342便（CRJ-700）と軍用ヘリが空中衝突し、ポトマック川に墜落した[18][19]。
  - 南スーダンのユニティ州の油田地帯で従業員らを乗せた首都ジュバ行きの小型機が離陸直後に墜落。20人死亡[20]。
- 1月31日 - アメリカ東部ペンシルベニア州のノースイーストフィラデルフィア空港で離陸直後のリアジェット55が墜落した。当時メキシコ人の女児の患者を搬送しており、他に女児の母親・医師・救急救命士・パイロット2名の計6名が乗っていた[21]。
- 2月6日 - アメリカ合衆国アラスカ州で10人が乗っていたベーリング・エアのセスナ 208が消息が途絶え、海に墜落しているのが見つかった。乗員乗客10名は全員死亡した[22]。
- 2月17日 - カナダのトロント・ピアソン国際空港で、デルタ航空4819便(エンデバー航空)のボンバルディア CRJ900が着陸に失敗し機体がひっくり返った。乗員乗客80名全員が避難し無事だった[23]。
- 2月25日 - スーダン空軍が運用するAn-26がスーダンのオムドゥルマンの住宅街に墜落し、乗員17名全員が死亡した。地上でも29名が死亡し、多数の負傷者が出た[24]。
- 3月14日 - アメリカ合衆国のデンバー国際空港でアメリカン航空1006便が着陸後エンジンから出火した[25]。
- 3月17日 - ホンジュラス・ロアタン島のフアン・マヌエル・ガルベス国際空港（英語版）からラ・セイバへ向かっていたジェットストリーム31がロアタン島沖の海へ墜落した。乗員乗客18人中5名が救助、少なくとも12名が死亡[26][27]。
- 3月20日 - ロンドン・ヒースロー空港近くの変電所で火災が発生し、欠航が相次ぎ世界中の航空に支障をきたした[28]。
- 4月17日 - ベリーズシティ上空でトロピック航空711便が飛行中にナイフを持った乗客によるハイジャック未遂が発生した。緊急着陸後ハイジャック犯は乗客に射殺された[29]。
- 5月17日 - フィンランドのエウラ（英語版）付近でエウラヘリコプター空中衝突事故（フィンランド語版）が発生、5人死亡[30]。
- 5月22日 - アメリカ合衆国ニュージャージー州のテターボロ空港からカリフォルニア州サンデイエゴのモントゴメリー・ギブス・エグゼクティブ空港（英語版）へ向かっていた[注釈 1]セスナ 550（英語版）が、濃霧で視界が悪い中、着陸寸前に米軍関係者の住宅街であるマーフィーキャ二オンに墜落し全搭乗者6名が死亡、地上の8人が軽傷。死亡した搭乗者の1人はクリスチャン・ロック・バンド、デヴィル・ウェアーズ・プラダの元ドラマー、ダニエル・ウイリアムスだった[31]。
- 5月29日 - 韓国海軍のP-3が韓国・浦項近郊に墜落し、乗員4名全員が死亡した。[32]
- 6月12日 - アフマダーバード空港発ロンドン・ガトウィック空港着のエア・インディア171便が離陸直後に墜落し、乗員乗客242名中241名と地上の19名が死亡した。この事故はボーイング787初の全損、死亡事故である[33]。
- 7月21日 - バングラデシュ空軍の訓練中の戦闘機はダッカの学校に墜落。少なくとも19人が死亡[34]。
- 7月24日 - ロシアのブラゴヴェシチェンスク空港からティンダ空港に向かっていたアンガラ航空のAn-24がティンダの手前に墜落し、乗員乗客48名全員が死亡した[35]。
- 8月6日 - ガーナ空軍のZ-9ヘリコプターはアクラからオブアシに向かう途中、アシャンティ州アダンシ・アクロフオム地区に墜落した。大臣2名を含む乗員乗客8名全員が死亡[36]。